# Cromosoma 11
El cromosoma 11 és un dels 23 parells de cromosomes del genoma humà. Les persones normalment en tenen dues còpies. El cromosoma 11 conté uns 134,5 milions de parells de bases i representa entre el 4 i el 4,5 per cent del total de l'ADN en les cèl·lules. És un dels cromosomes humans amb més gens i, a la vegada, amb més malalties associades.
El cromosoma 11 conté entre 1.300 i 1.700 gens.
Un estudi d'aquest cromosoma va determinar quw conté 11'6 gens per cada megabase, incloent 1.524 gens que codifiquen proteïnes i 765 pseudogens.

## Gens[calcitació]

Imatge del cromosoma 11 humà.

Alguns gens ubicats en el cromosoma 11 i les proteïnes que codifiquen són:
- ACAT1: acetiltransferasa 1 de l'acetil-coenzim A (tiolasa de l'acetoacetil coenzim A)
- ATM: ataxia telangiectasia mutated (inclou els grups de complementació A, C i D)
- CPT1A: palmitoiltransferasa de la carnitina 1A (del fetge)
- DHCR7: reductasa del 7-dehidrocholesterol
- HBB: hemoglobina, beta
- HMBS: hidroximetilbilana VIIA
- PAX6
- PTS: sintasa de la 6-piruvoiltetrahidropterina
- SAA1: sèrum amiloide A1
- SBF2: factor d'unió SET 2
- SMPD1: sphingomyelin phosphodiesterase 1, acid lysosomal (acid sphingomyelinase)
- TECTA: tectorin alpha (nonsyndromic deafness)
- TH: hidroxilasa de la tirosina
- USH1C: Síndrome d'Usher 1C (autosòmic recessiu, sever)